# フィル・バウハウス
フィル・バウハウス（Phil Bauhaus、1994年7月8日 - ）は、ドイツ、ノルトライン＝ヴェストファーレン州出身の自転車競技（ロードレース）選手。

## 経歴
2013年、チーム・シュテルティングにてプロキャリアスタート。
2015年、ボーラ・アルゴン18に移籍。
2017年、チーム・サンウェブに移籍。クリテリウム・デュ・ドーフィネ第5ステージにて、集団スプリントを制し、ワールドツアー初勝利を獲得。
2018年、アブダビ・ツアー第3ステージにて、並み居るスプリンターを制して勝利。
2019年、バーレーン・メリダ プロ・サイクリングチームに移籍。

## 主な戦績

### 2013年
- ツアー・オブ・ブルガリア　区間優勝（第1ステージ）

### 2014年
- スキーベ・ロベット　優勝
- ボルタ・ア・ポルトガル　区間優勝（第1,6ステージ）
- バルチック・チェーン・ツアー　区間優勝（第5ステージ）
- ケルネン・オムループ・エヒト＝スステレン　優勝

### 2016年
- ツール・ド・アゼルバイジャン　区間優勝（第1ステージ）
- エースターライヒ・ルントファールト　区間優勝（第2ステージ）
- ツアー・オブ・デンマーク　区間優勝（第5ステージ）

### 2017年
- クリテリウム・デュ・ドーフィネ　区間優勝（第5ステージ）
- シュパルカセン・ミュンスターラント・ギーロ　2位

### 2018年
- アブダビ・ツアー　区間優勝（第3ステージ）

### 2019年
- コッパ・ベルノッキ　優勝

### 2020年
- サウジ・ツアー（英語版）  総合優勝（第3,5ステージ優勝）

### 2021年
- ツール・ド・ラ・プロヴァンス 区間優勝（第4ステージ）
- ツール・ド・ハンガリー（英語版）  ポイント賞（第1,3ステージ優勝）
- ツアー・オブ・スロベニア 区間優勝（第1,5ステージ）
- ツール・ド・ポローニュ 区間優勝（第1ステージ）
- CROレース（英語版） 区間優勝（第1ステージ）

### 2022年
- ティレーノ〜アドリアティコ 区間優勝（第7ステージ）
- ツール・ド・ポローニュ 区間優勝（第5ステージ）

### 2023年
- ツアー・ダウンアンダー 区間優勝（第1ステージ）

### 2024年
- ティレーノ〜アドリアティコ 区間優勝（第3ステージ）